# Tatsuya Hasegawa
Tatsuya Hasegawa (født 7. marts 1994) er en japansk fodboldspiller.
Han har spillet for flere forskellige klubber i sin karriere, herunder Kawasaki Frontale.